# 索朗卓玛
索朗卓玛（藏語：བསོད་ནམས་སྒྲོལ་མ，威利转写：bsod nams sgrol ma，1948年12月—），女，藏族，西藏乃东人，中华人民共和国政治人物，曾任中共西藏自治区党委组织部副部长，西藏自治区人事厅厅长，西藏自治区政协副主席。